# Hải Anh
	Hải Anh		là một xã thuộc tỉnh Ninh Bình, Việt Nam.

## Địa lý
Trụ sở xã nằm cách phường Hoa Lư - trung tâm tỉnh lỵ Ninh Bình 37 km về phía Đông, có vị trí địa lý:
- Phía nam giáp xã Hải Xuân.
- Phía tây giáp xã Hải An và xã Minh Thái.
- Phía bắc giáp xã Cát Thành và xã Trực Ninh.
- Phía đông giáp xã Hải Hậu và xã Hải Tiến.

Xã Hải Anh	có diện tích:	26,13	km², 	dân số:	51.246	người, mật độ dân số: 	1961	người/km². 	
Đây là đơn vị có diện tích xếp thứ:	67	, số dân xếp thứ: 	10	và mật độ dân số xếp thứ: 	11	trong số 129 xã, phường ở Ninh Bình.
Xã này nằm trên Quốc lộ 37B, và cũng là nơi có sông Ninh Cơ chảy qua.

## Lịch sử
Ngày 15 tháng 10 năm 1952, Thủ tướng Chính phủ ban hành Nghị định số 224-TTg về việc đổi tên Quần Anh thành xã Hải Anh.
Năm 1956, thành lập xã Hải Hùng trên cơ sở một phần của xã Hải Anh.
Ngày 26 tháng 6 năm 1977, Bộ trưởng Phủ Thủ tướng ban hành Quyết định số 135-BT về việc sáp nhập xã Hải Hùng vào xã Hải Anh.
Theo Nghị quyết số 1674/NQ-UBTVQH15 ngày 16/6/2025 về sắp xếp các đơn vị hành chính cấp xã của tỉnh Ninh Bình năm 2025, Theo đó, sắp xếp toàn bộ diện tích tự nhiên, quy mô dân số của các xã Hải Minh, Hải Đường và Hải Anh thành xã mới có tên gọi là xã Hải Anh. 	